# Formel 3000 1986
Formel 3000 1986 vanns av Ivan Capelli.

## Delsegrare
| Datum        | Bana           | Vinnare           |
| ------------ | -------------- | ----------------- |
| 13 april     | Silverstone    | Pascal Fabre      |
| 4 maj        | Vallelunga     | Mike Thackwell    |
| 19 maj       | Pau            | Ivan Capelli      |
| 24 maj       | Spa            | Philippe Alliot   |
| 8 juni       | Imola          | Pierluigi Martini |
| 29 juni      | Mugello        | Pierluigi Martini |
| 20 juli      | Enna           | Luis Perez-Sala   |
| 16 augusti   | Österreichring | Ivan Capelli      |
| 25 augusti   | Brands Hatch   | Luis Perez-Sala   |
| 28 september | Le Mans        | Emanuele Pirro    |
| 5 oktober    | Jarama         | Emanuele Pirro    |

## Slutställning
| Plats | Förare            | Poäng |
| ----- | ----------------- | ----- |
| 1     | Ivan Capelli      | 39    |
| 2     | Emanuele Pirro    | 32    |
| 3     | Pierluigi Martini | 27    |
| 4     | Michel Ferté      | 26    |
| 5     | Luis Perez-Sala   | 24.5  |
| 6     | John Nielsen      | 18    |
| 7     | Pascal Fabre      | 15.5  |
| 8     | Mike Thackwell    | 10.5  |
| 9     | Philippe Alliot   | 9     |
| 10    | Gabriele Tarquini | 7     |